# Heliotropo (álbum)
Heliotropo fue el segundo álbum del grupo Vainica Doble. Es un álbum producido por el escritor J. M. Caballero Bonald. y cuya cubierta original fue diseñada por Julio Ramentol. Los arreglos fueron realizados por Pepe Nieto.

## Músicos de Estudio
- Guitarras: Martín Carretero y Carlos Villa
- Batería: Pepe Ébano
- Bajo: Eduardo Gracia
- Piano: Agustín Serrano y J. M Gracia
- Violín: Enrique García, J Goicoechea, M Gutiérrez, J. L. Jordá, A. Martí, F. García
- Viola: F. Cruz y V. Martí
- Violoncelo: Álvaro Quintanilla
- Fiscornio y Trompeta: J. L. Medrano
- Cuarteto de cuerda y coros: Laura, Diego y Álvaro Cárdenas y Pepe Egea

## Lista de canciones
1. Requiem por un amigo - 3:34
2. El pabú - 3:10
3. Dos españoles, tres opiniones - 3:44
4. Elegía al jardín de mi abuela, con una dedicatoria y un suspiro - 3:10
5. Moros, cristianos y chinos - 1:20
6. Ay, quién fuera a Hawái - 3:20
7. Agáchate que te pierdes - 3:23
8. Nana de una madre muy madre - 3:00
9. La máquina infernal - 3:20
10. Habanera del primer amor - 4:20
11. A la sombra de un banano - 1:26
12. Coplas de un iconoclasta enamorado - 3:26

- Datos: Q5893865